# Благовещение Богородично (Баняне)
„Свето Благовещение Богородично“ или „Света Богородица“ (на македонска литературна норма: „Свето Благовештение Богородично“, „Света Богородица“) е православна манастирска църква, разположена в местността Горни Забел в Скопска Църна гора, над скопските села Баняне и Горняне, Северна Македония. Част е от Скопската епархия на Македонската православна църква – Охридска архиепископия.
В средата на ΧΙΧ век върху основите на стара манастирска църква е издигната нова малка еднокорабна сграда. В 1850 – 1851 година за изписване на иконостасните икони е повикан видния дебърски художник Дичо Зограф. Той изписва престолните икони, царските двери, празничните икони, иконите от Чина и кръста на иконостаса.